# Петров, Александр Павлович (баскетболист)
Алекса́ндр Па́влович Петро́в (14 мая 1939, Баку, Азербайджанская ССР, СССР — 5 мая 2001, Москва, Россия) — советский баскетболист, двукратный серебряный призёр Олимпийских игр. Заслуженный мастер спорта СССР (1964).
Окончил Институт физической культуры.

## Биография
На Олимпиаде 1960 года в составе сборной СССР сыграл 8 матчей и стал обладателем серебряной медали. На следующих Играх вновь выиграл серебро, проведя все 9 матчей.
Чемпион Европы 1959, 1961, 1963, 1965.
Победитель Спартакиады 1963 года в составе сборной Москвы.
Чемпион СССР в сезонах 1962/63.
Скончался 5 мая 2001 года в Москве. Похоронен на кладбище «Ракитки» в Москве.

## Награды
- Орден «Знак Почёта»
- Медаль «За трудовое отличие» (16.09.1960) — за успешные выступления в XVII летних и VIII зимних Олимпийских играх 1960 года, а также за выдающиеся спортивные достижения[2]